# N990 (België)
De N990 is een gewestweg in de Belgische provincie Namen. Deze weg verbindt Olloy-sur-Viroin en het Franse Fumay. Over de totale weg geldt op de dorpskernen na de algemene Belgische snelheidslimiet van 90 km/u.
De totale lengte van de N990 bedraagt ongeveer 12 kilometer.

## Plaatsen langs de N990
- Olloy-sur-Viroin
- Oignies-en-Thiérache